# Campionati europei di ciclismo su pista - Velocità a squadre maschile

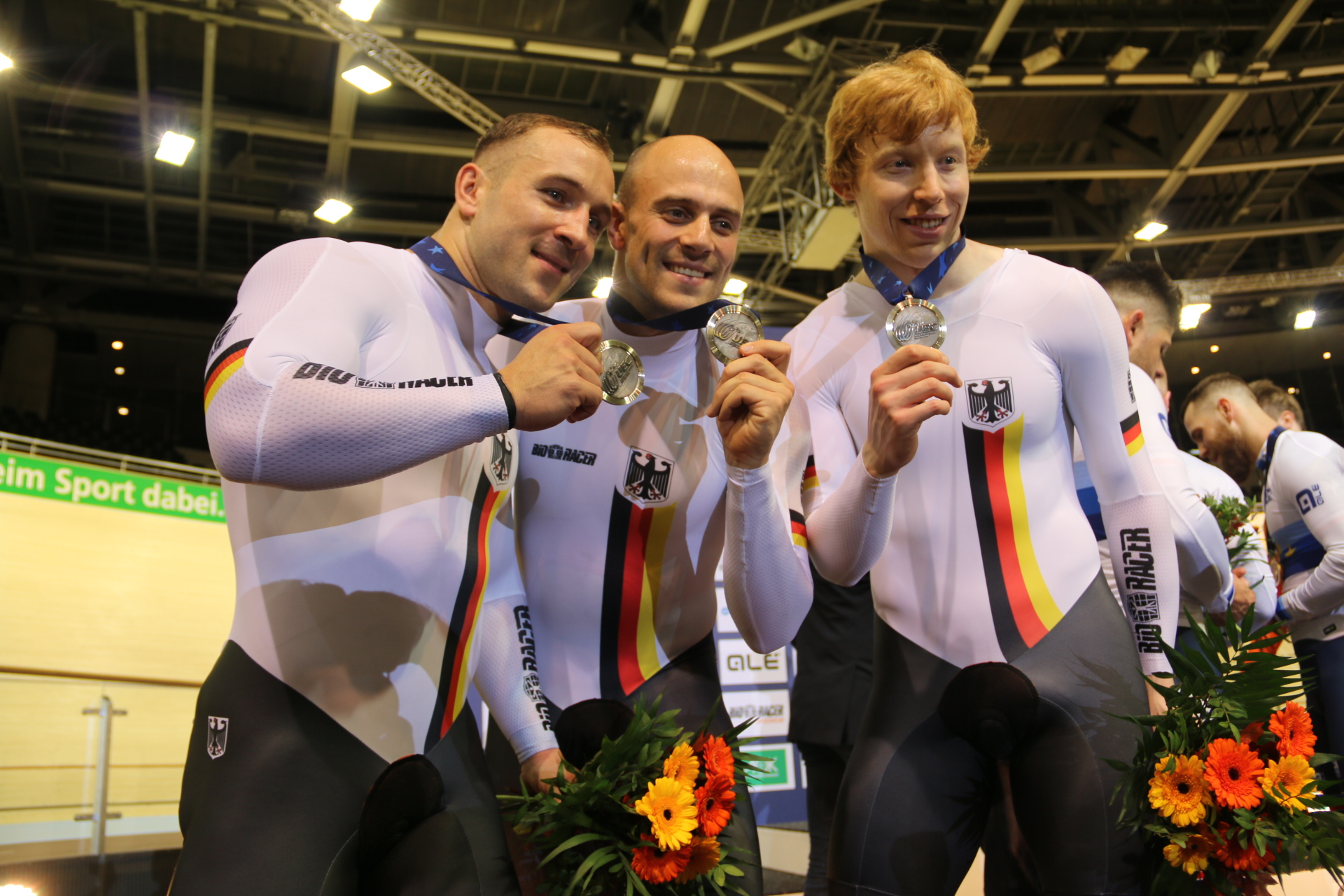
Il terzetto tedesco vincitore dell'edizione 2017: da sinistra Robert Förstemann, Maximilian Levy, Joachim Eilers

La velocità a squadre maschile è una delle prove inserite nel programma dei campionati europei di ciclismo su pista. Gara open, è parte del programma sin dalla prima edizione dei campionati, nel 2010.

## Albo d'oro
Aggiornato all'edizione 2025.
| Anno | Vincitore                                                                             | Secondo                                                                     | Terzo                                                                                      |
| ---- | ------------------------------------------------------------------------------------- | --------------------------------------------------------------------------- | ------------------------------------------------------------------------------------------ |
| 2010 | Germania Robert Förstemann Maximilian Levy Stefan Nimke                               | Francia Michaël D'Almeida François Pervis Kévin Sireau                      | Gran Bretagna Matthew Crampton Chris Hoy Jason Kenny                                       |
| 2011 | Germania René Enders Robert Förstemann Stefan Nimke                                   | Francia Mickaël Bourgain François Pervis Kévin Sireau                       | Polonia Maciej Bielecki Kamil Kuczyński Damian Zieliński                                   |
| 2012 | Germania Joachim Eilers Max Niederlag Tobias Wächter                                  | Polonia Maciej Bielecki Kamil Kuczyński Damian Zieliński                    | Gran Bretagna Matthew Crampton Lewis Oliva Callum Skinner                                  |
| 2013 | Germania René Enders Robert Förstemann Maximilian Levy                                | Francia Grégory Baugé Michaël D'Almeida François Pervis                     | Russia Denis Dmitriev Pavel Jakuševskij Andrej Kubeev                                      |
| 2014 | Germania Joachim Eilers Robert Förstemann Tobias Wächter                              | Francia Grégory Baugé Michaël D'Almeida Kévin Sireau                        | Russia Denis Dmitriev Pavel Jakuševskij Nikita Šuršin                                      |
| 2015 | Paesi Bassi Hugo Haak Nils van 't Hoenderdaal Jeffrey Hoogland                        | Polonia Grzegorz Drejgier Krzysztof Maksel Rafał Sarnecki                   | Germania Joachim Eilers Robert Förstemann Max Niederlag Maximilian Levy                    |
| 2016 | Polonia Maciej Bielecki Kamil Kuczyński Mateusz Rudyk Mateusz Lipa                    | Gran Bretagna Jack Carlin Ryan Owens Joseph Truman                          | Germania Eric Engler Robert Förstemann Jan May                                             |
| 2017 | Francia Benjamin Edelin Quentin Lafargue Sébastien Vigier                             | Germania Joachim Eilers Robert Förstemann Maximilian Levy                   | Paesi Bassi Matthijs Büchli Jeffrey Hoogland Harrie Lavreysen Roy van den Berg Sam Ligtlee |
| 2018 | Paesi Bassi Roy van den Berg Matthijs Büchli Harrie Lavreysen Nils van 't Hoenderdaal | Francia Quentin Lafargue François Pervis Sébastien Vigier Michaël D'Almeida | Germania Timo Bichler Stefan Bötticher Joachim Eilers                                      |
| 2019 | Paesi Bassi Roy van den Berg Jeffrey Hoogland Harrie Lavreysen Matthijs Büchli        | Gran Bretagna Jack Carlin Jason Kenny Ryan Owens                            | Francia Grégory Baugé Quentin Lafargue Sébastien Vigier Melvin Landerneau                  |
| 2020 | Russia Denis Dmitriev Ivan Gladyšev Pavel Jakuševskij Aleksandr Šarapov               | Rep. Ceca Tomáš Bábek Martin Čechman Dominik Topinka Jakub Šťastný          | Grecia Konstantinos Livanos Ioannis Kalogeropoulos Sotirios Bretas                         |
| 2021 | Paesi Bassi Jeffrey Hoogland Harrie Lavreysen Roy van den Berg Sam Ligtlee            | Francia Timmy Gillion Rayan Helal Sébastien Vigier                          | Polonia Maciej Bielecki Patryk Rajkowski Mateusz Rudyk Daniel Rochna                       |
| 2022 | Paesi Bassi Jeffrey Hoogland Harrie Lavreysen Roy van den Berg                        | Francia Timmy Gillion Rayan Helal Sébastien Vigier Melvin Landerneau        | Gran Bretagna Jack Carlin Alistair Fielding Hamish Turnbull                                |
| 2023 | Paesi Bassi Jeffrey Hoogland Harrie Lavreysen Roy van den Berg Tijmen van Loon        | Gran Bretagna Jack Carlin Alistair Fielding Hamish Turnbull Joseph Truman   | Francia Timmy Gillion Sébastien Vigier Melvin Landerneau                                   |
| 2024 | Paesi Bassi Jeffrey Hoogland Harrie Lavreysen Roy van den Berg Tijmen van Loon        | Francia Florian Grengbo Rayan Helal Sébastien Vigier                        | Polonia Daniel Rochna Mateusz Rudyk Rafał Sarnecki Maciej Bielecki                         |
| 2025 | Francia Timmy Gillion Rayan Helal Sébastien Vigier                                    | Paesi Bassi Harrie Lavreysen Loris Leneman Tijmen van Loon                  | Gran Bretagna Harry Ledingham-Horn Hayden Norris Charles Radford                           |

## Medagliere
| Pos.   | Paese         | Oro | Argento | Bronzo | Totale |
| ------ | ------------- | --- | ------- | ------ | ------ |
| 1      | Paesi Bassi   | 7   | 1       | 1      | 9      |
| 2      | Germania      | 5   | 1       | 3      | 9      |
| 3      | Francia       | 2   | 8       | 2      | 12     |
| 4      | Polonia       | 1   | 2       | 3      | 6      |
| 5      | Russia        | 1   | 0       | 2      | 3      |
| 6      | Gran Bretagna | 0   | 3       | 4      | 7      |
| 7      | Rep. Ceca     | 0   | 1       | 0      | 1      |
| 8      | Grecia        | 0   | 0       | 1      | 1      |
| Totale | Totale        | 16  | 16      | 16     | 48     |

| Pos. | Atleta            | Oro | Argento | Bronzo | Totale |
| ---- | ----------------- | --- | ------- | ------ | ------ |
| 1    | Harrie Lavreysen  | 6   | 1       | 1      | 8      |
| 2    | Jeffrey Hoogland  | 6   | 0       | 1      | 7      |
| 2    | Roy van den Berg  | 6   | 0       | 1      | 7      |
| 4    | Robert Förstemann | 4   | 1       | 2      | 7      |
| 5    | Joachim Eilers    | 2   | 1       | 2      | 5      |
| 6    | Maximilian Levy   | 2   | 1       | 1      | 4      |
| 7    | Tijmen van Loon   | 2   | 1       | 0      | 3      |
| 8    | Matthijs Büchli   | 2   | 0       | 1      | 3      |
| 9    | Stefan Nimke      | 2   | 0       | 0      | 2      |